# Soutane

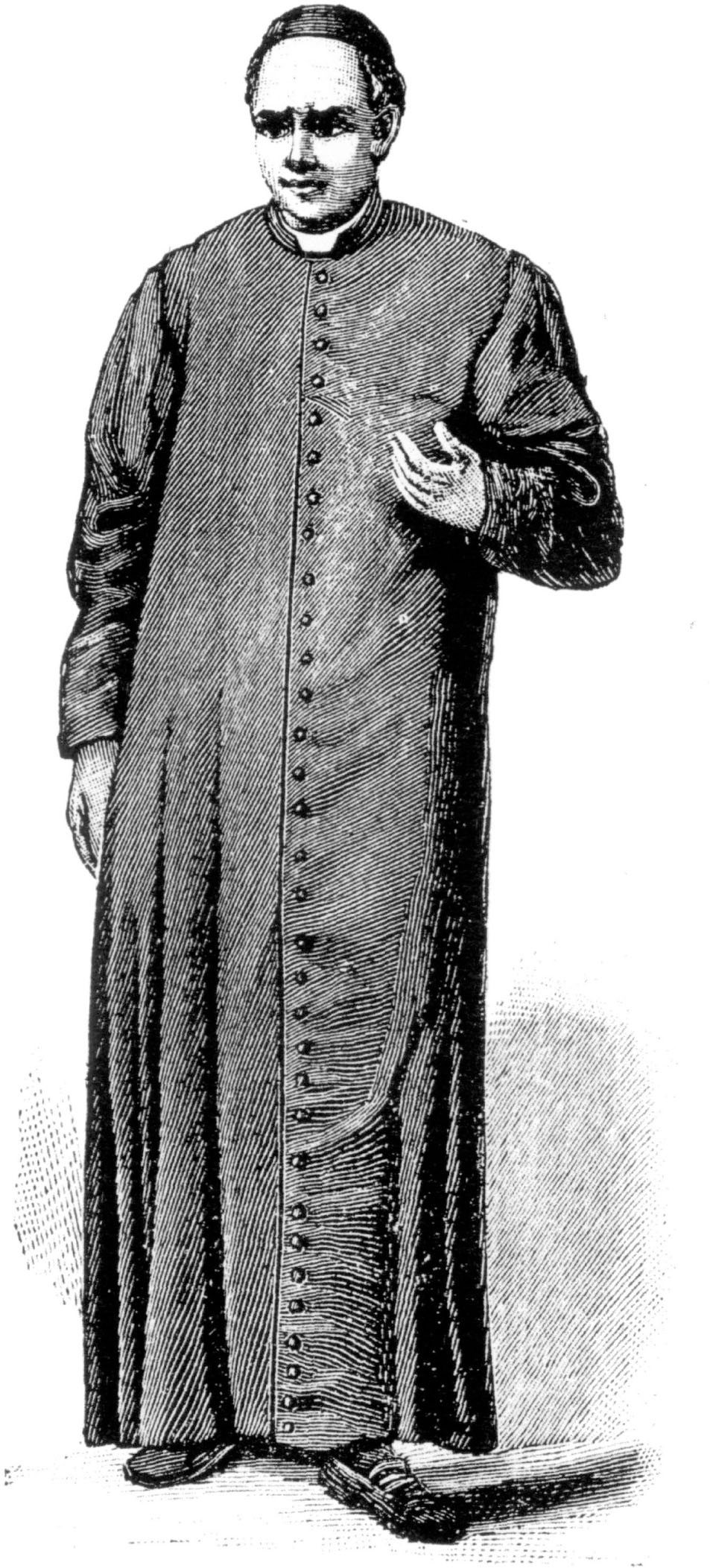
Soutane romaine sans ceinture

Une soutane, (lat. : vestis/tunica talaris, angl. : cassock, it. : abito talare, talare, esp. : sotana, all. : Sutane, suéd. : kaftan, gr. : anteri/rason), de l'italien sottana, est un « vêtement de dessous » par rapport aux habits liturgiques.

## Origines
Selon le R.P. Charles Louis Richard, « On compte jusqu'à treize conciles généraux, dix-huit papes, cent cinquante conciles provinciaux, et plus de trois cents synodes, tant de France que des autres royaumes, qui ont ordonné aux clercs de porter l'habit long ». On peut citer notamment le concile de Trèves, de 1238, qui affirme en son dixième canon : « L'habit des prêtres doit être long et fermé. Pour le service divin, ils seront revêtus d'un rochet. »,,  ou celui de Sens et Paris, de 1528, qui dit en son vingt-troisième canon : « (…) les ecclésiastiques ne porteront point d'habits qui soient ouverts, mais fermés sur le cou, sur les côtés, par derrière et sur les poignets. » et en son vingt quatrième canon : « Les ecclésiastiques auront soin que leurs habits longs ne soient ni trop amples, ni trop étroits, qu'on n'y voie rien qui ressente le faste, et qu'ils ne soient ni froncés ni plissés; (…) ». 
Le concile de Trente en 1542 réaffirme simplement l'obligation, sous peine de sanction, pour tout clerc, de porter un habit qui soit digne et distinct de celui des laïcs : « Tous ecclésiastiques, quelques exempts qu'ils puissent être, ou qui seront dans les ordres sacrés, ou qui posséderont quelques dignités, personats, offices, ou bénéfices ecclésiastiques, quels qu'ils puissent être; si après en avoir été avertis par leur évêque, ou par son ordonnance publique, ils ne portent point l'habit clérical, honnête et convenable à leur ordre et dignité, et conformément à l'ordonnance, et au mandement de leur dit évêque; pourront et doivent y être contraints (…). ». À la suite de ce concile de Trente, la forme de la robe s'impose au XVIe siècle dans sa forme actuelle.

## Description
Longue soutane boutonnée sur le devant, portée au chœur lors des offices, sous les vêtements liturgiques, par tous les clercs, les enfants de chœur et parfois par certains chantres laïcs et bedeaux ; elle est aussi portée par les clercs, en dehors des églises, comme vêtement ordinaire de dessus. La nature de son étoffe, sa couleur et celle de ses parements dépendent de l'état du clerc qui la porte et des circonstances. Elle est blanche pour le pape et les chanoines réguliers, rouge pour les cardinaux, violette doublée et filetée de cramoisi pour les évêques et les prélats de rang supérieur, et généralement noire pour les prêtres et les autres clercs.
Au chœur, les évêques et les cardinaux portent la soutane de couleur avec la mosette sur le rochet. Les prélats supérieurs portent, selon leur rang, la soutane de couleur avec le mantelet sur le rochet ou seulement avec le surplis. En plus de la croix pectorale et de l'anneau pastoral, les évêques et les cardinaux utilisent une ceinture, une calotte, un collaro et des bas. Ces accessoires sont de soie violette pour les évêques, rouges pour les cardinaux. Les prélats qui ont droit au chœur à la soutane violette portent également un collaro et une ceinture violets mais n'ont pas droit à la calotte violette et font usage de bas noirs. Cardinaux, évêques et prélats portent en outre la barrette qui est de soie rouge pour les cardinaux, de soie violette pour les évêques, de soie noire à houppe cramoisie pour les prélats supérieurs de la Curie romaine qui n'ont pas la dignité épiscopale, certains clercs de la Rote romaine, du Tribunal suprême de la Signature apostolique ou de la Chambre apostolique et les protonotaires apostoliques de numero participantium (titulaires), enfin de soie entièrement noire pour les protonotaires apostoliques supra numerum (honoraires) et les prélats de Sa Sainteté. La calotte, la barrette et la ceinture sont en soie moirée pour les cardinaux et pour les évêques ayant rang de nonce apostolique.
Autrefois, pendant les temps de l'Avent et du Carême, aux Quatre-Temps, aux vigiles des fêtes solennelles, aux offices funèbres et durant la vacance du Siège pontifical, les cardinaux utilisaient des vêtements violets à doublure, filetage et boutons cramoisis et les évêques des vêtements noirs à doublure, filetage et boutons violets. Les cardinaux portaient, les dimanches de Gaudete et Lætare, une soutane de soie moirée couleur de rose sèche doublée et filetée de violet.
Par ailleurs, les soutanes rouges et violettes des cardinaux étaient de laine l'hiver et de soie moirée l'été.
Les religieux élevés à l'épiscopat ou créés cardinaux conservaient la couleur propre à leur ordre : les dominicains, les camaldules, les chartreux le blanc, les augustins et les bénédictins le noir, les capucins le marron, les franciscains de l'Observance le gris, cendré ou perle.

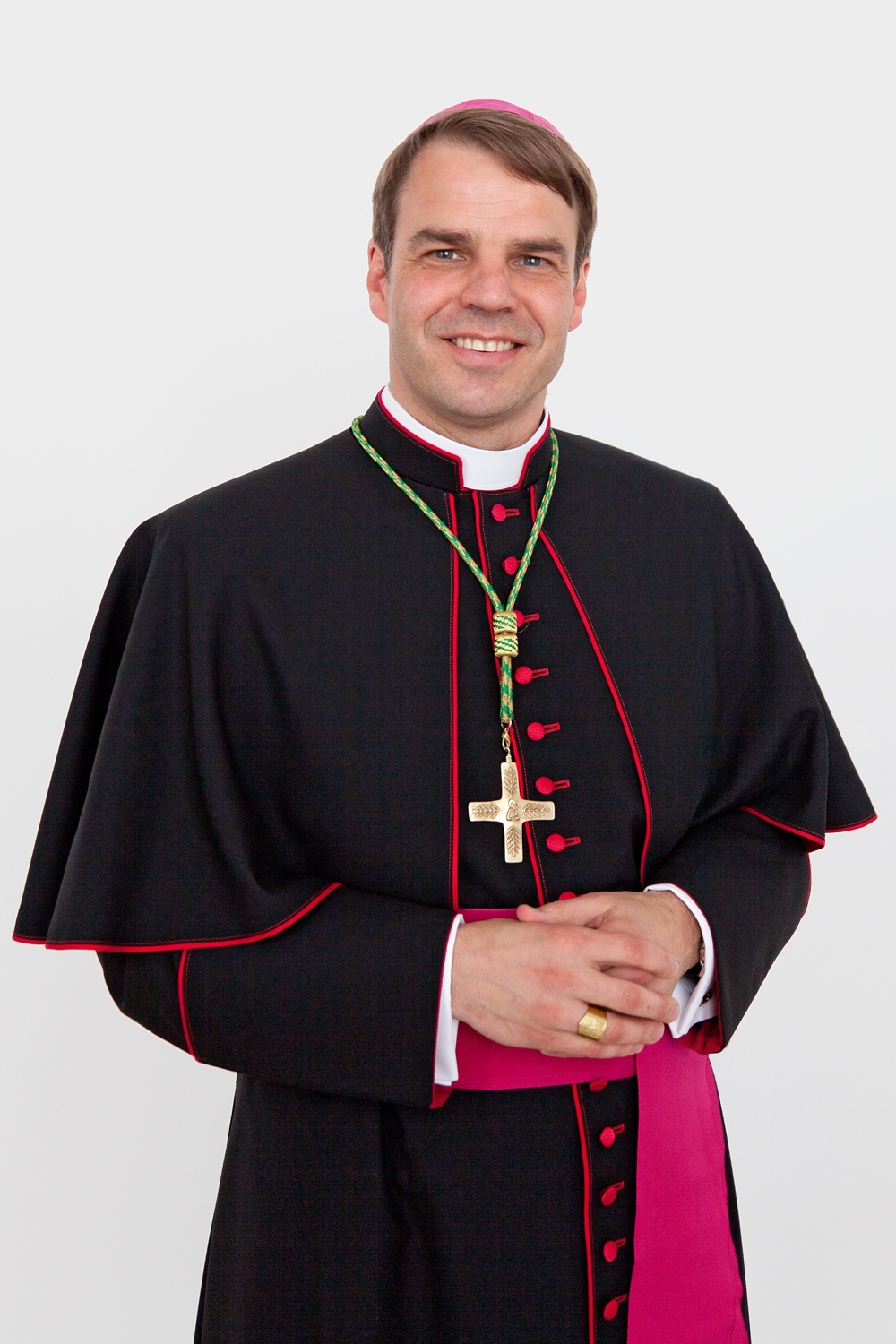
Stefan Oster, évêque, portant la soutane avec un liseré et des boutons de couleur cramoisie ainsi que le camail noir liseré de cramoisi, la calotte et la ceinture violettes et la croix pectorale

À la ville, cardinaux et évêques ont revêtu jusqu'en 1969 comme tenue quotidienne et revêtent encore aujourd'hui comme tenue de cérémonie une soutane filetée (appelée abito piano en italien, car créée par Pie IX vers 1850), noire avec une doublure, un liseré et des boutons de couleur cramoisie pour les évêques et rouge pour les cardinaux. Avec cette tenue, les évêques et les cardinaux portent le collaro et la ceinture, les bas et la calotte violette ou rouge. Ils peuvent compléter cette tenue par le chapeau noir dit Saturno à cordons et glands verts pour les évêques et rouges et or pour les cardinaux. Ils jettent un manteau de laine noire, dit tabarro, sur leurs épaules lorsqu'il fait froid, à moins qu'ils ne prennent la douillette, et peuvent ajouter des gants de cuir noir ordinaires.
À la ville également, les prélats non revêtus de la dignité épiscopale ont toujours porté en dehors des occasions particulières la soutane noire des prêtres éventuellement accompagnée du collaro violet. Pour les sorties officielles, les prélats supérieurs de la Curie romaine qui n'ont pas la dignité épiscopale, certains clercs de la Rote romaine, du Tribunal suprême de la Signature apostolique ou de la Chambre apostolique, les Protonotaires Apostoliques et les Prélats de Sa Sainteté prennent la soutane filetée des évêques (mais sans pèlerine comme c'était possible auparavant) avec collaro et ceinture violets, bas noirs, les Chapelains de Sa Sainteté la soutane noire avec une doublure, un liseré et des boutons de couleur violette, le collaro et la ceinture violets, les bas noirs. Ils peuvent porter le Saturno à cordons et glands amarante pour les prélats supérieurs et violets pour les prélats et chapelains de Sa Sainteté ainsi que le tabarro noir et des gants de ville.
La soutane filetée est à la fois l'habit de ville et l'habit de chœur des Chapelains de Sa Sainteté (portée avec le surplis) lesquels ont perdu en 1969 le droit d'user au chœur de la soutane entièrement violette avec le manteau de chœur dit mantellone. Ils portent alors une barrette entièrement noire.
La soutane filetée des évêques et des cardinaux est souvent portée avec une pèlerine également agrémentée de soie cramoisie ou rouge, ouverte sur le devant et cousue au col. À la création de l'abito piano, elle était également dotée de surmanches boutonnées descendant des épaules jusqu'au coude. Ces surmanches ont été supprimées par la réforme de 1969. Elles réapparaissent néanmoins sur les soutanes du pape Benoît XVI, lequel n'est pas lié par les décisions prises par ses prédécesseurs pour les différents prélats. Ce type de soutane, qui était souvent portée autrefois, entièrement noire, par certains dignitaires (vicaires généraux, supérieurs de séminaires…), s'appelait alors une simarre. C'était, à l'origine, un habit d'intérieur. C'est paradoxalement et progressivement devenu un vêtement plus solennel que la soutane classique.
Dans les occasions particulièrement solennelles, tous les clercs peuvent porter sur l'abito piano le manteau de cérémonie, ou ferraiolo en laine noire pour les prêtres, en soie lisse noire pour les chapelains et prélats de Sa Sainteté, en soie lisse violette pour les prélats supérieurs et évêques, en soie moirée violette pour les nonces apostoliques ou en soie moirée rouge pour les cardinaux. Avant 1969, les cardinaux portaient un ferraiolo violet doublé de rouge et les évêques un ferraiolo de soie noire pour les temps de pénitence et de deuil. Le pape n'a jamais porté le ferraiolo.
De nos jours, la soutane quotidienne des évêques et cardinaux est la soutane noire avec la croix pectorale et l'anneau et, s'ils le jugent utile, la ceinture, le collaro et la calotte de couleur. Les bas sont toujours noirs. Les prélats qui ne sont pas évêques peuvent continuer comme par le passé à porter la soutane noire accompagnée à leur guise du collaro et de la ceinture violets.
Le violet forme la livrée épiscopale. Ainsi cette couleur est-elle assignée aux maîtres de cérémonie des cathédrales, au caudataire de l'évêque et, en théorie, au séminaire diocésain. Les employés des basilique (chantres, sacristains, massiers, acolytes, etc.) l'ont en privilège propre. Les porteurs de la livrée épiscopale n'ont néanmoins pas droit au collaro et aux bas violets. Ils portent parfois la ceinture violette.

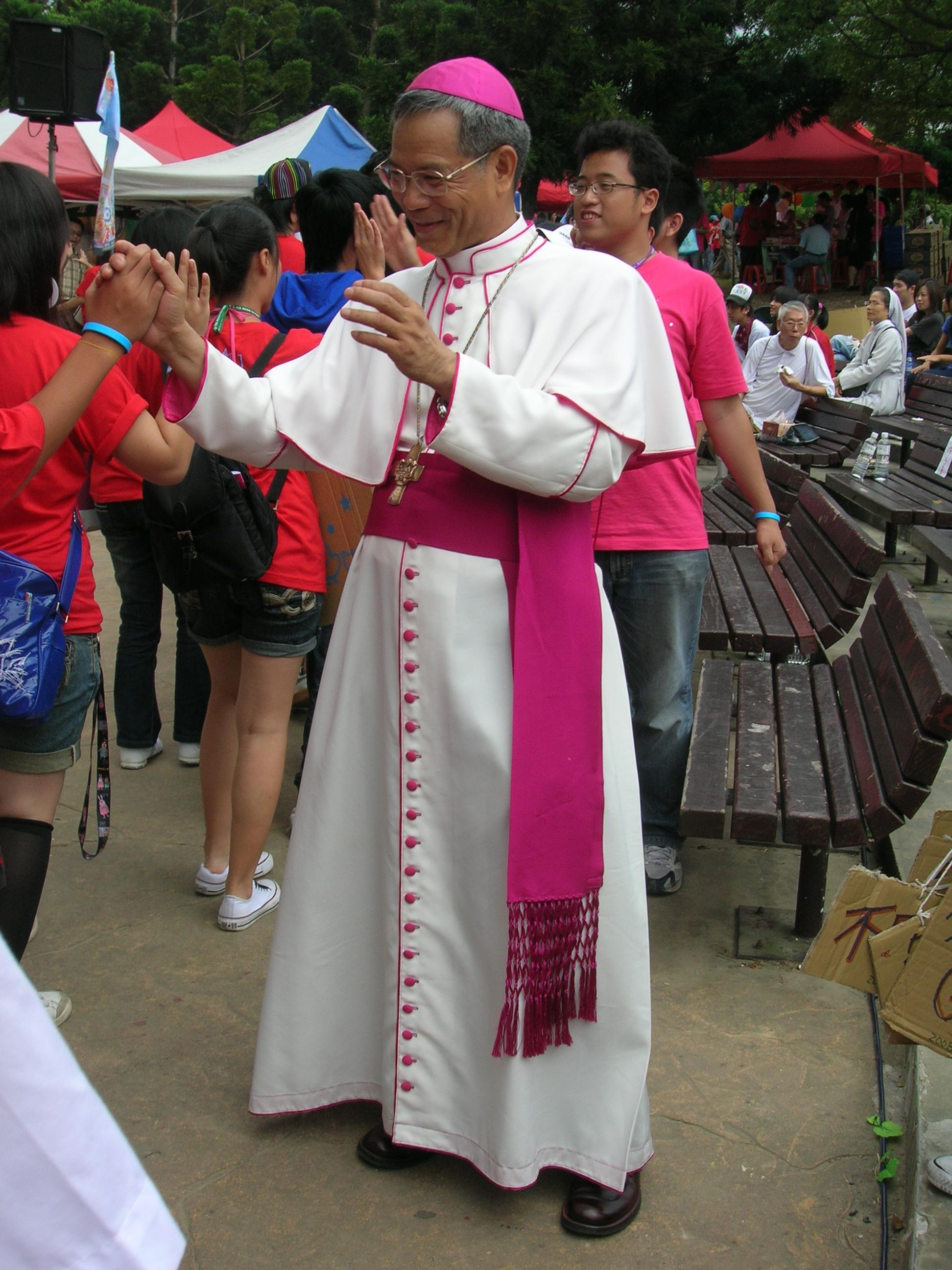
Hung Shan-chuan, archevêque de Taipei.

Le clergé des pays tropicaux porte, en ville, la soutane blanche avec filetage et boutonnage noir, violet, cramoisi ou rouge. Pour les jours ordinaires, il peut aussi revêtir une soutane blanche sans filetage et de tissu très léger.
À Rome, sous Pie IX, l'habit court est encore le costume de ville et des audiences papales. C'est lui qui supprime cet habit d'audience pour les cardinaux, lui substituant la soutane filetée, l’abito piano.
Le schéma du Ier concile du Vatican (1870) sur la vie des prêtres reprend simplement les règles sobres du concile de Trente et n'impose qu'un habit ecclésiastique dont la forme est laissée au jugement des Ordinaires.
Après Vatican II, l'obligation de la soutane traditionnelle est levée dans un souci de rapprochement des membres de l'Église et de leurs fidèles. Le droit canonique demande aux clercs de porter un habit ecclésiastique convenable selon les règles établies par la conférence des évêques et les coutumes légitimes des lieux,. Cela peut être un costume sobre accompagné d'une chemise ou d'un plastron surmontés d'un col romain imité de celui de la soutane.

### En France

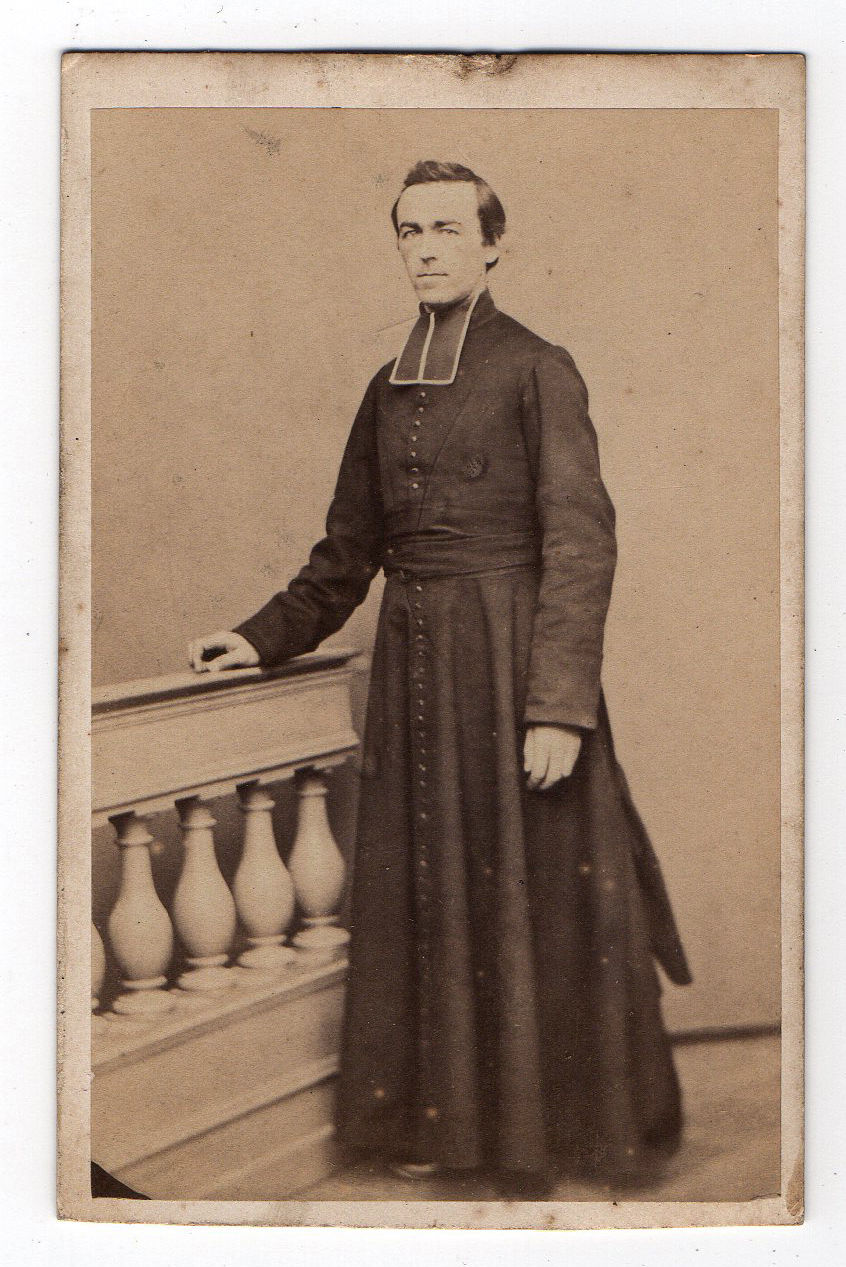
Prêtre français à la fin du XIXe siècle, en soutane et rabat noir

En France, le port de la soutane devient, dans certains diocèses, obligatoire sur le lieu de la résidence à partir du XVIIe siècle. Le concile de Trente avait prescrit aux clercs un habit bienséant, sans en préciser la forme ni la couleur. François de Harlay impose la soutane sur le lieu de résidence en 1673, le port de l'habit court à la française ou de la soutanelle étant réservé aux voyages. À Rome et en Italie, on est beaucoup moins strict sur ce point. On se contente d'imposer un habit noir, la soutane étant cependant obligatoire pour la célébration de la messe.
Pendant la Révolution française, le port de l'habit ecclésiastique est supprimé par l'Assemblée nationale le 6 avril 1792 sur la demande de l'évêque constitutionnel du Cher, et au lendemain de la chute de la monarchie, l'Assemblée interdit de nouveau le port du costume clérical, ne le permettant qu'aux prêtres assermentés, dans l'exercice de leur fonction et dans l'arrondissement où ils exercent.
Les articles organiques du concordat de 1801 reprennent l'interdiction de 1792 : l'article 41 proscrit le port de la soutane en dehors des cérémonies du culte et impose l'habit noir à la française, avec, pour les évêques, des bas violets et la croix pectorale. Le décret du 17 nivôse an XII autorise les ecclésiastiques à porter « les habits convenables à leur état suivant les anciens règlements et les usages de l'Église », mais seulement dans le lieu de leur juridiction. En dehors, l'habit noir à la française reste en principe obligatoire. En 1844, Denys Affre rend obligatoire la soutane sur le territoire de la paroisse, la soutanelle et la redingote, noire - et non plus simplement de couleur modeste comme requis dans son ordonnance de 1840 - pouvant être portées en dehors de la paroisse. À la fin du XIXe siècle et dans un contexte anti-clérical, plusieurs communes françaises interdirent, par arrêté municipal, le port de la soutane sur la voie publique.
C'est monseigneur Sibour qui généralise le port de la soutane à Paris, en 1852[réf. nécessaire].
L'archevêque de Paris, le cardinal Feltin, le rend facultatif en juin 1962,.

## Dans les Églises de rite byzantin

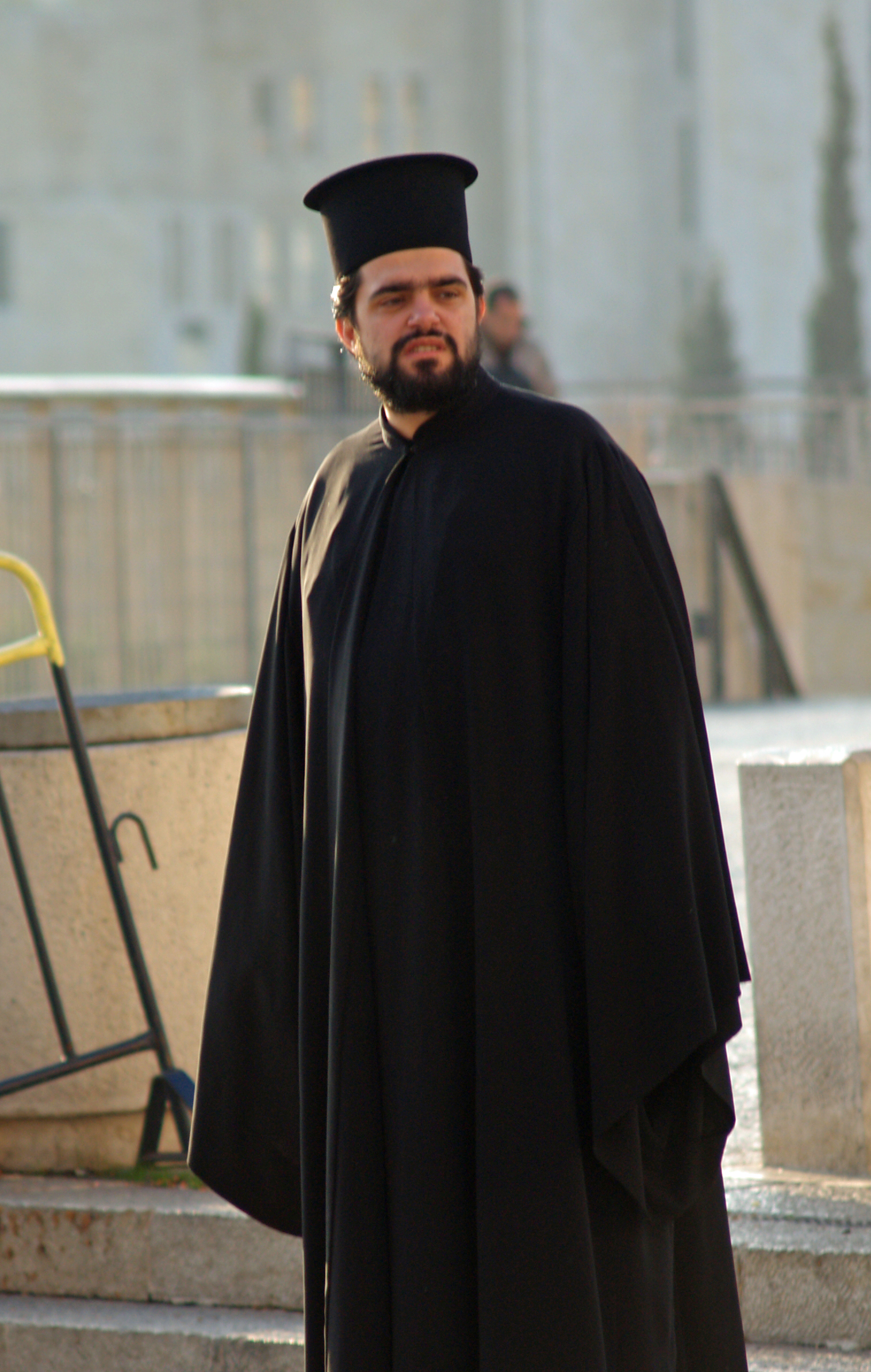
Prêtre orthodoxe de rite grec

Dans les Églises de rite byzantin, il existe deux types de soutanes : la soutane intérieure et la soutane extérieure. Les moines portent toujours une soutane noire. Il n'y a pas de règle concernant la couleur des soutanes du clergé séculier, mais souvent on retrouve la couleur noire ; il n'est pas rare de voir des membres du clergé revêtir des soutanes bleues ou grises, et quelquefois on les voit porter une soutane blanche pour Pâques. Dans les Églises d'Orient, la soutane n'est jamais portée par des laïcs. 
La soutane intérieure (souvent appelée tout simplement soutane) est une robe portée par tous les clercs, moines, et souvent par des séminaristes. Les lecteurs et les sous-diacres la portent souvent quand ils sont à l'église, mais en général ils ne sont pas censés la porter au quotidien. Elle est souvent portée en dessous des vêtements liturgiques pendant les cérémonies.
La soutane extérieure, ou exorason, est une robe noire ample portée par-dessus la soutane intérieure par les évêques, les prêtres, les diacres, ainsi que les moines, faisant ainsi fonction d'habit pour la vie de tous les jours. Dans la tradition russe, elle n'est portée ni par les séminaristes et les lecteurs, ni même par les sous-diacres. Cependant, dans la tradition grecque, les protopsaltes (chantres) peuvent la porter quand ils sont à l'église, habituellement sans la soutane intérieure, c'est-à-dire à même les vêtements séculiers. La soutane extérieure est portée dans la plupart des cas par le prêtre lorsqu'il préside les vêpres.
La soutane extérieure n'est jamais portée en dessous des habits liturgiques.

## Dans les autres confessions chrétiennes
En dehors de l'Église catholique, la soutane est également portée—avec des formes présentant parfois quelques différences mineures—par les ecclésiastiques des Églises vieille-catholique, anglicane, méthodiste-épiscopale ou luthérienne.